# Neverstill
Neverstill az Amerikai Egyesült Államok északnyugati részén, Oregon állam Columbia megyéjében elhelyezkedő önkormányzat nélküli település.
A posta 1916 és 1919 között működött.